# Aras (rivière d'Iran)
Pour les articles homonymes, voir Aras et Araxe.
Dans l'Antiquité, la rivière passant à Persépolis se nommait Aras ou sa forme hellénisée Araxe (ou Araxes de Perse). Elle se jetait dans le Médus, tributaire du golfe Persique. Cette rivière est connue sous le nom de Bendemir au XIXe siècle et se joignait au Médus pour former l'Abi-Kuren avant de se jeter dans le lac de Bakhtegan.